# Wagamama
Wagamama ist eine Schnellrestaurantkette für asiatische Gerichte. Gründer ist Alan Yau, Eigentümer seit Oktober 2018 ist The Restaurant Group plc.
Eröffnet 1992 im Londoner Bloomsbury, war Wagamama das erste Restaurant dieser Art in Europa. Mittlerweile sind es weltweit 60 Filialen. Die Restaurants sind gestalterisch von den Ramen-Läden in Japan beeinflusst. Die Restaurants in den Vereinigten Staaten, sowie in England, Schottland und Wales sind Filialbetriebe der wagamama ltd, in 23 weiteren Ländern weltweit betreiben Franchising-Partner die Restaurants. Insgesamt gibt es weltweit 190 Wagamama-Restaurants.
In der Schweiz gab es ab 2008 Restaurants in Winterthur (welche nach 16 Monaten wieder geschlossen wurden) und bis 2016 in Zürich.